# لیزا آن کارشیچ
لیزا آن کارشیچ (انگلیسی: Lisa Ann Karčić؛ زادهٔ ۱۱ نوامبر ۱۹۸۶) بازیکن بسکتبال اهل ایالات متحده آمریکا است.